# شهرستان لوشان (استان هنان)
شهرستان لوشان (به انگلیسی: Lushan County) یک شهرستان در چین است که در پینگدینگشان واقع شده‌است.